# Œuvre Falret
L’Œuvre Falret est une association reconnue d'utilité publique fondée en 1841 par le psychiatre français Jean-Pierre Falret (1794 – 1870) ; elle accompagne des personnes souffrant de troubles psychiques et/ou en difficultés psychosociales afin qu’elles trouvent leur place dans la société et exercent pleinement leur citoyenneté.

## Historique
Conscient de la fragilité de ses patients et des risques de rechute, Jean-Pierre Falret fonde, en 1822, avec son collègue Félix Voisin une maison de santé à Vanves. 
Par la suite en 1841, soucieux de la réinsertion des aliénés sortant de l’asile, il sera à l’initiative de la Société de Patronage pour les Aliénés sortis guéris de l’hôpital de la Salpêtrière. En 1849, cette dernière obtiendra la reconnaissance d'utilité publique.
En 1959, l’association est renommée « Œuvre Falret ». Son asile, installé dans le quinzième arrondissement, obtient le statut de centre d’hébergement et de réinsertion sociale (CHRS), aujourd’hui Foyer Falret. 
En 2000, l'association modifie ses statuts afin de créer et de gérer tout type de structures utiles aux personnes en souffrance psychique.
En 2010, le premier colloque de l’association marque son engagement dans les actions de militance et de plaidoyer. 
Enfin, la Fondation Falret a été créée le 2 mai 2013 sous l’égide de la Fondation Notre-Dame : elle prolonge la vision de Jean-Pierre Falret et complète la mission de l’Œuvre Falret. Elle ambitionne de faire progresser la condition des personnes touchées par les troubles de santé mentale et la perception du grand public sur cette cause.

## Le fondateur
Chercheur et médecin aliéniste du XIXe siècle, Jean-Pierre Falret est un des pionniers de la psychiatrie, selon René Semelaigne, et de l’action médico-sociale en France. Refusant une pratique de la psychiatrie réduite à l’enfermement et la privation des droits, il participe à l’élaboration en 1838 d’une loi visant à rétablir les droits civiques des malades mentaux.
Précurseur de la psychiatrie moderne, il met en place les premiers tableaux cliniques et identifie une forme de maladie mentale, « maladie circulaire », connue actuellement sous le nom de « troubles bipolaires ».
Jean-Pierre Falret est présenté par Charles Loiseau dans son éloge en 1871, comme un médecin apprécié de ses patients et de ses étudiants, à qui il enseigne la bonté, la patience et le respect des malades. Il incite la société à donner une place aux plus vulnérables en leur offrant un toit, un emploi et l’espérance.

## L’œuvre et ses objectifs
L’Œuvre Falret accueille, soutient et accompagne les personnes en souffrance psychique (troubles et handicap psychiques) et/ou en difficultés psycho-sociales afin qu’elles trouvent leur place dans la société et exercent pleinement leur citoyenneté.
L'association compte aujourd'hui 45 établissements franciliens. Au cours de l'année 2020, 4 051 personnes y ont été accompagnées.

### Domaines d’intervention
- L’hébergement, le logement et l’accompagnement à la vie sociale : Centre d’hébergement et de réinsertion sociale (CHRS), Foyer d’hébergement (FH), Foyer de vie (FV), Service d’accompagnement à la vie sociale (SAVS), Foyer de vie occupationnel (FVO), Service d’accompagnement à la vie sociale et professionnelle (SAVSP), Mesure d’accompagnement social personnalisé (MASP)
- La protection des majeurs et des mineurs : Maison d’enfants à caractère social (MECS), Service mandataire judiciaire à la protection des majeurs (SMJPM)
- L’insertion professionnelle : Établissement et service d’aide par le travail (ESAT), Entreprise adaptée (EA), Section d’adaptation spécialisée (SAS)
- Le soin et le médico-social : Foyer d’accueil médicalisé (FAM), Maison d’accueil spécialisé (MAS), Service d’accompagnement médico-social pour adultes handicapés (SAMSAH)[6],
- L’entraide : Groupes d’entraide mutuelle (GEM), parrainés par l’Œuvre Falret
- Le soutien aux aidants[7] : Séjours Répit[8]: des séjours à destination des aidants familiaux de personnes en souffrance psychique pour leur permettre de se reposer et de prendre du recul par rapport à la souffrance psychique et à leur rôle de soutien.

## La Fondation Falret
Créée le 2 mai 2013 sous l’égide de la Fondation Notre-Dame, elle prolonge la vision de Jean-Pierre Falret et complète la mission de l’Œuvre Falret.  
La vocation de la Fondation Falret est d’améliorer la place et la prise en charge des personnes ayant un problème de santé mentale à travers la recherche-action, l’innovation et des actions de plaidoyer et d’information. 
Dans cette optique, elle a organisé en mai 2016 l’événement de sensibilisation « Cap sur la santé mentale »  avec la présence de Ségolène Neuville, secrétaire d'État auprès de la ministre des Affaires sociales et de la Santé, chargée des personnes handicapées et de la Lutte contre l’exclusion, sur le parvis de la Défense à Paris.
Les tables rondes informatives rassemblant professionnels de la santé mentale, usagers et politiques sont rendues publiques :
Sur la thématique « Santé mentale, état des lieux en France » : La santé mentale aujourd'hui en France - Agir pour rattraper le retard Français ;
Sur la thématique « Vivre avec un problème de santé mentale » : aidants, quand la maladie surgit dans notre vie - et histoires de vie - Citoyenneté et inclusion sociale - L'accompagnement social et médico-social : un atout majeur ;
Sur la thématique « Emploi et handicap » : Travail et handicap psychique - Travailler avec un handicap psychique : pistes de progrès - L'emploi accompagné : Développer des passerelles avec l'entreprise - Cap sur la santé mentale.
La Fondation Falret a publié en 2016 avec l’institut de sondages Ipsos une étude sur la perception des maladies mentales par le grand public.